# Działo

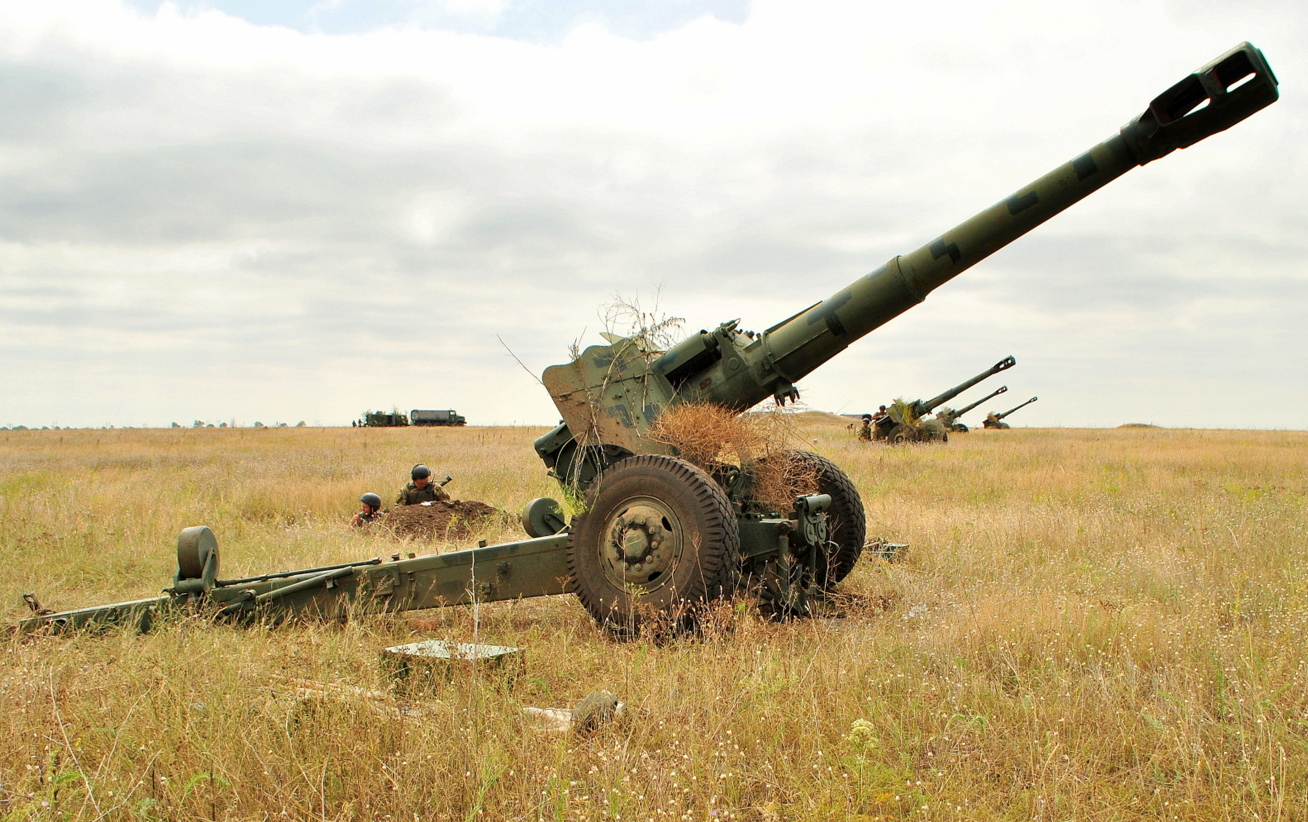
Działo (haubicoarmata D-20)

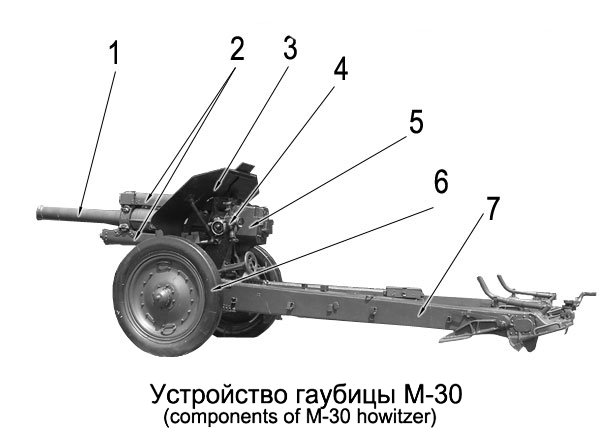
Budowa działa holowanego na przykładzie haubicy wz. 1938 (M-30):
1. Lufa
2. Oporopowrotnik
3. Tarcza ochronna
4. Celownik
5. Zamek
6. Koła
7. Ogony

Działo – lufowa artyleryjska broń palna o kalibrze co najmniej 20 mm. Dawniej ogólna nazwa machin miotających używanych od XIV wieku.

## Podział
Współczesne działa dzieli się ze względu na:
- tor lotu pocisku:
  - armata
  - haubica
  - armatohaubica
  - moździerz

- funkcję, przeznaczenie i specyficzną budowę:
  - działa polowe – ogólnego przeznaczenia
  - działa specjalne:
    - bezodrzutowe
    - czołgowe
    - forteczne
    - górskie
    - lotnicze
    - oblężnicze
    - okrętowe
    - piechoty
    - przeciwlotnicze
    - przeciwpancerne
- sposób transportu:
  - holowane
  - kolejowe
  - samobieżne
- stopień automatyki:
  - nieautomatyczne
  - półautomatyczne
  - automatyczne

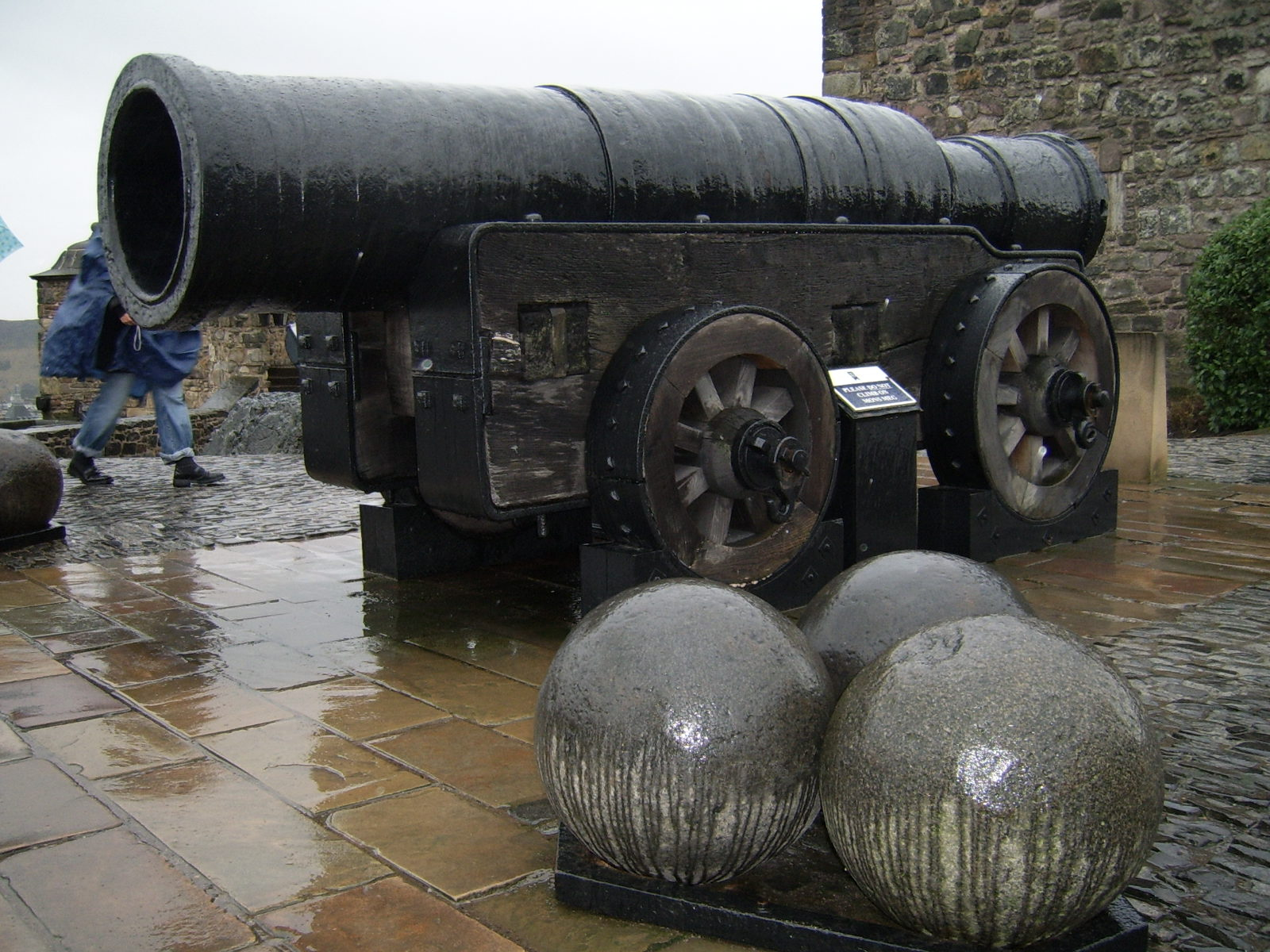
Bombarda z XV w.
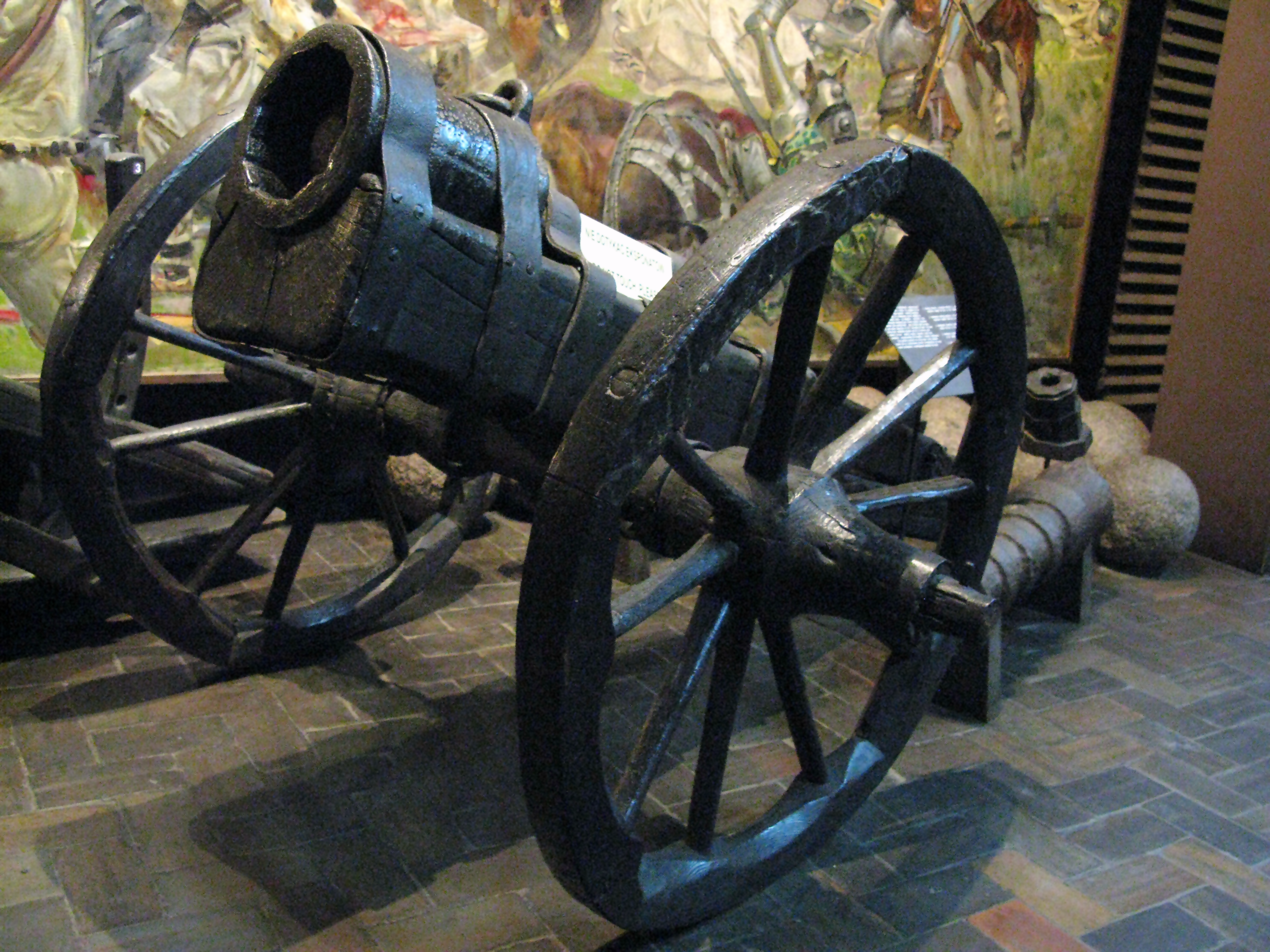
Hufnica z XV w.
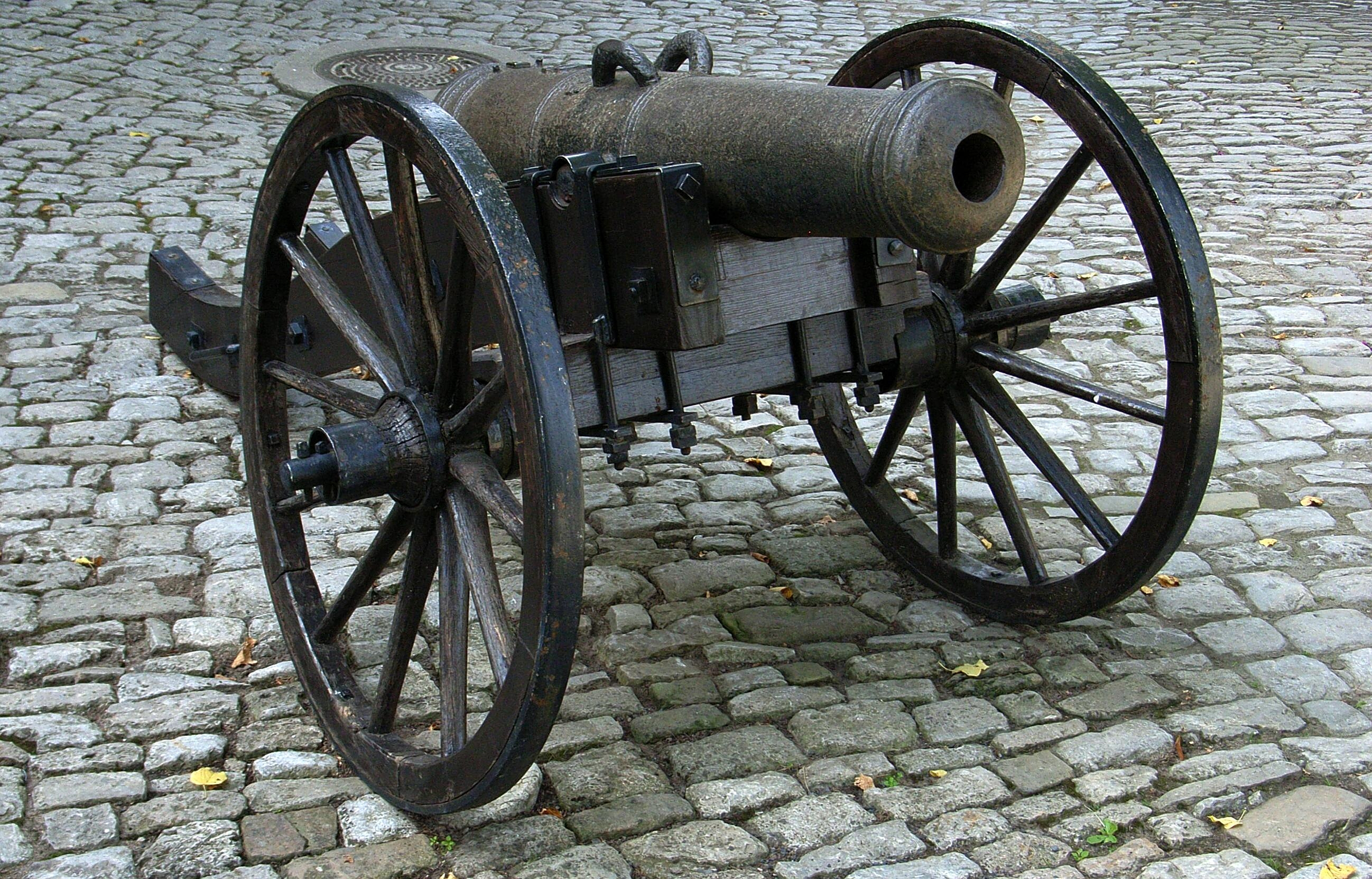
Armata z XVII w.
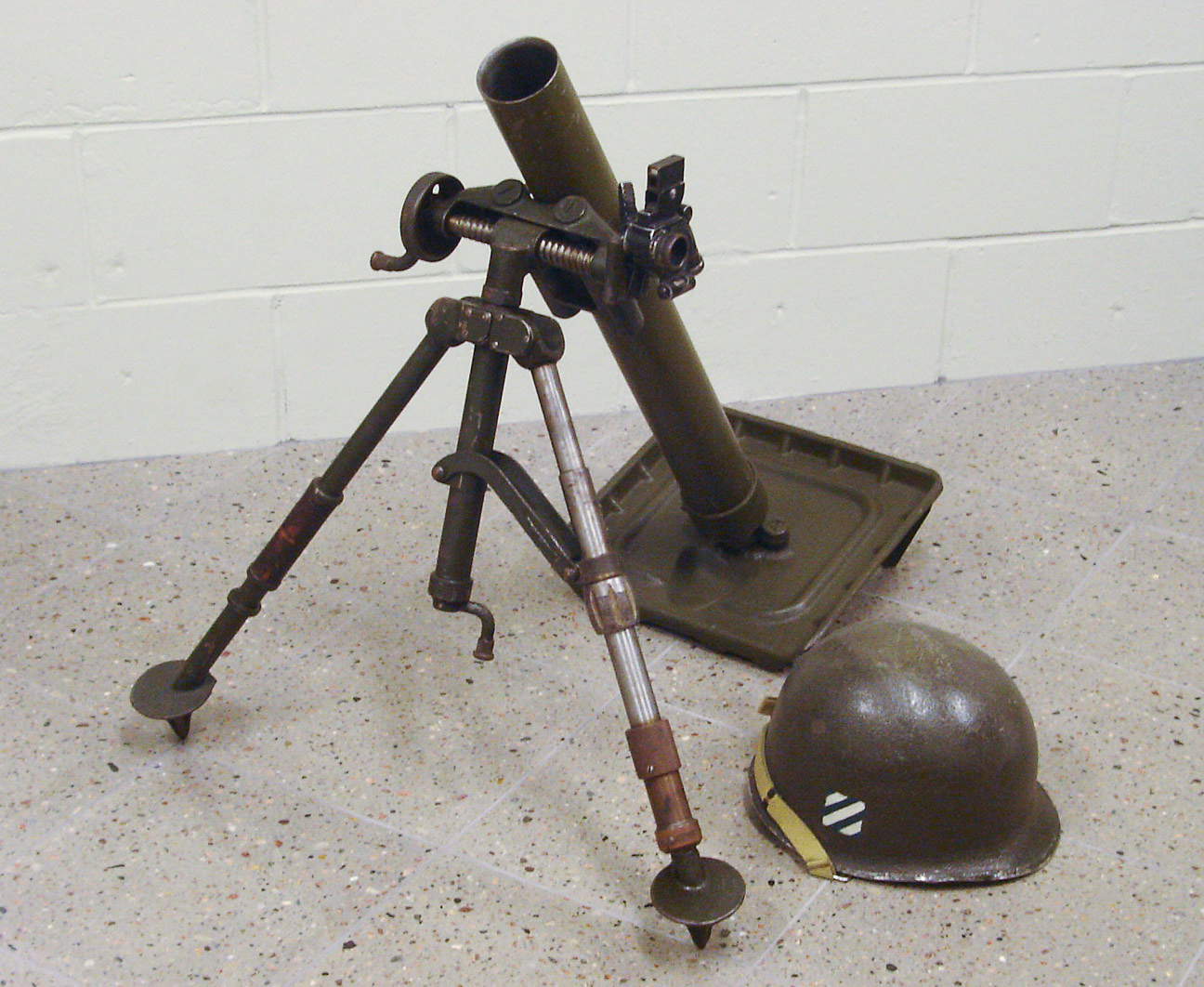
Lekki moździerz piechoty M2
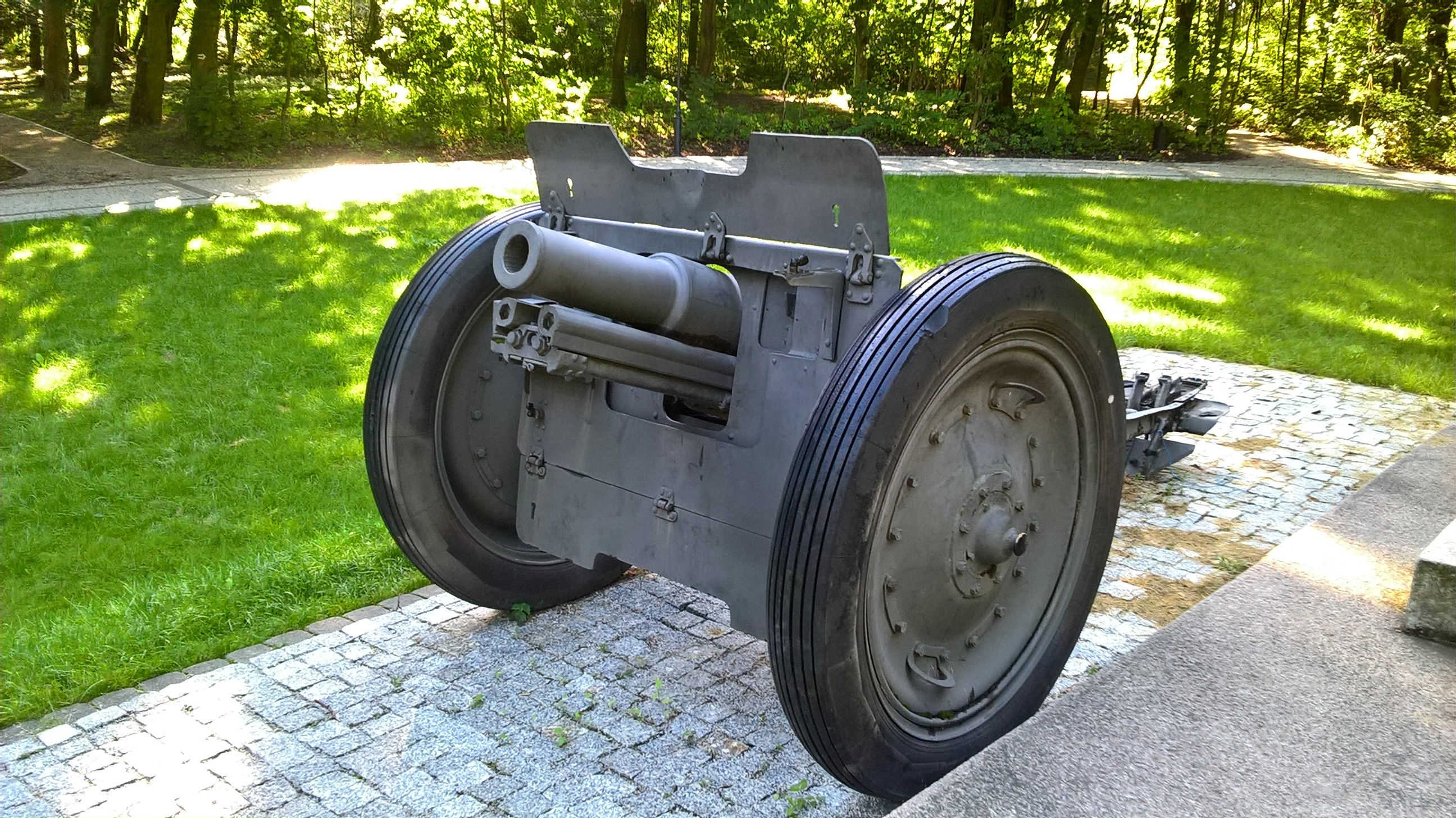
Działo piechoty wz. 1927
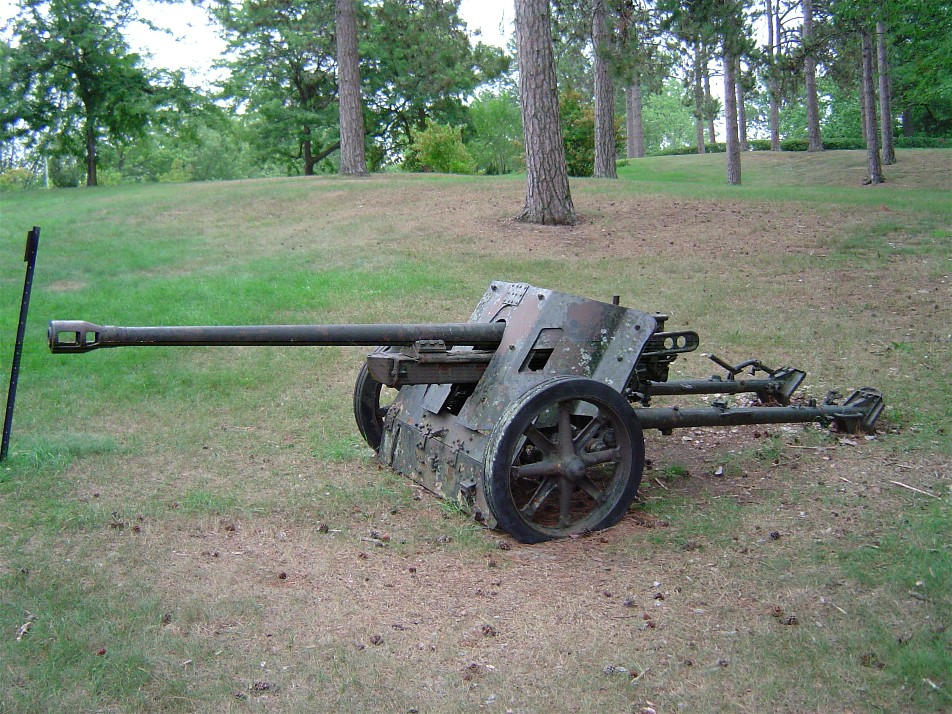
Armata przeciwpancerna PaK 38
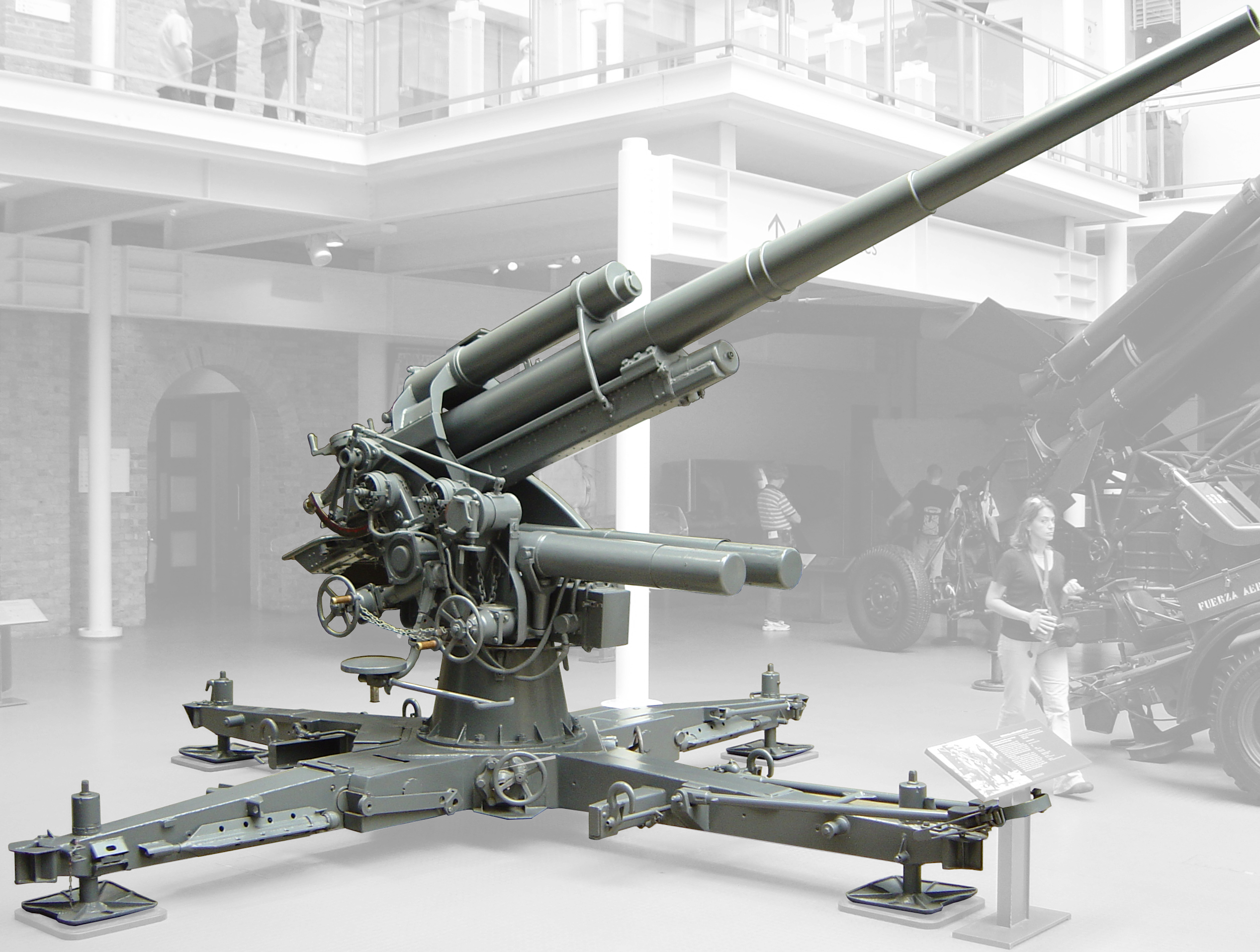
Armata przeciwlotnicza Flak 36
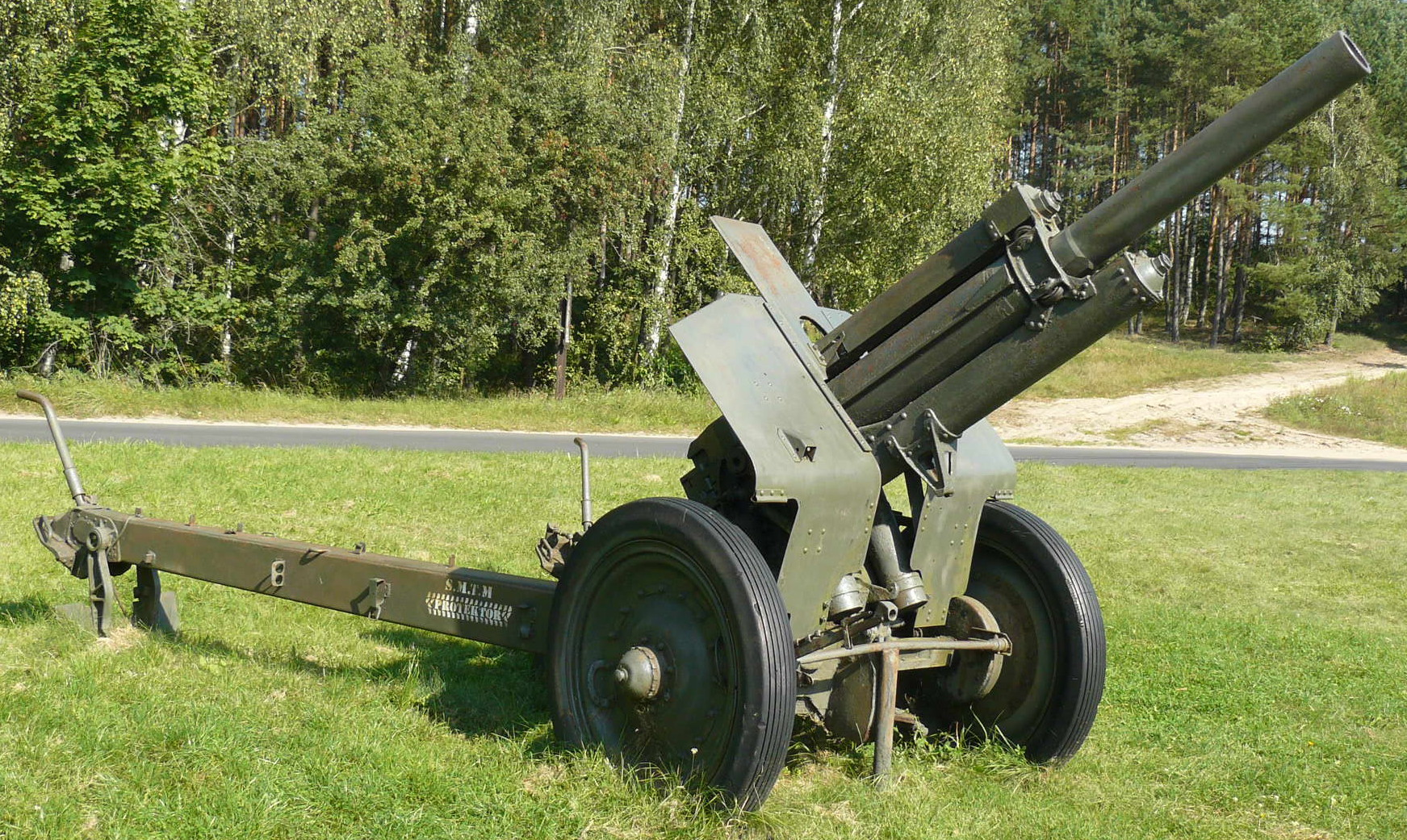
Haubica wz. 1938 (M-30)
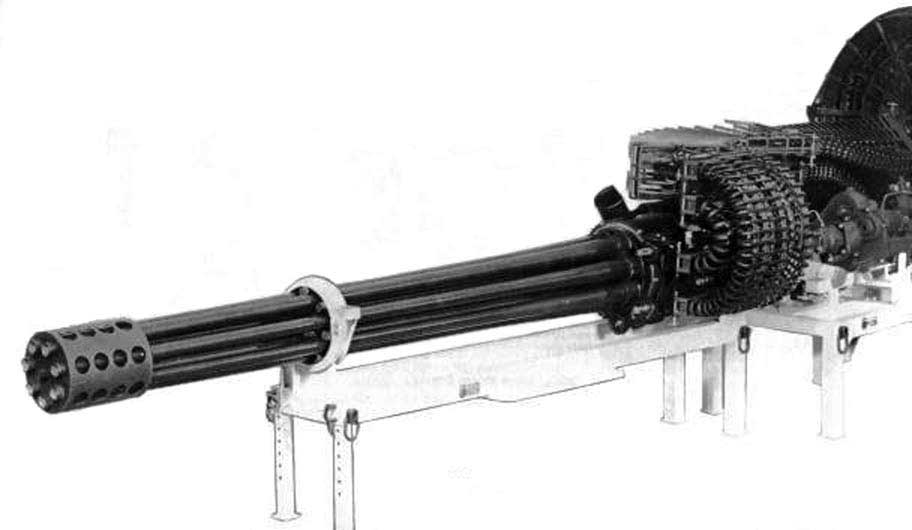
Armata automatyczna GAU-8/A Avenger
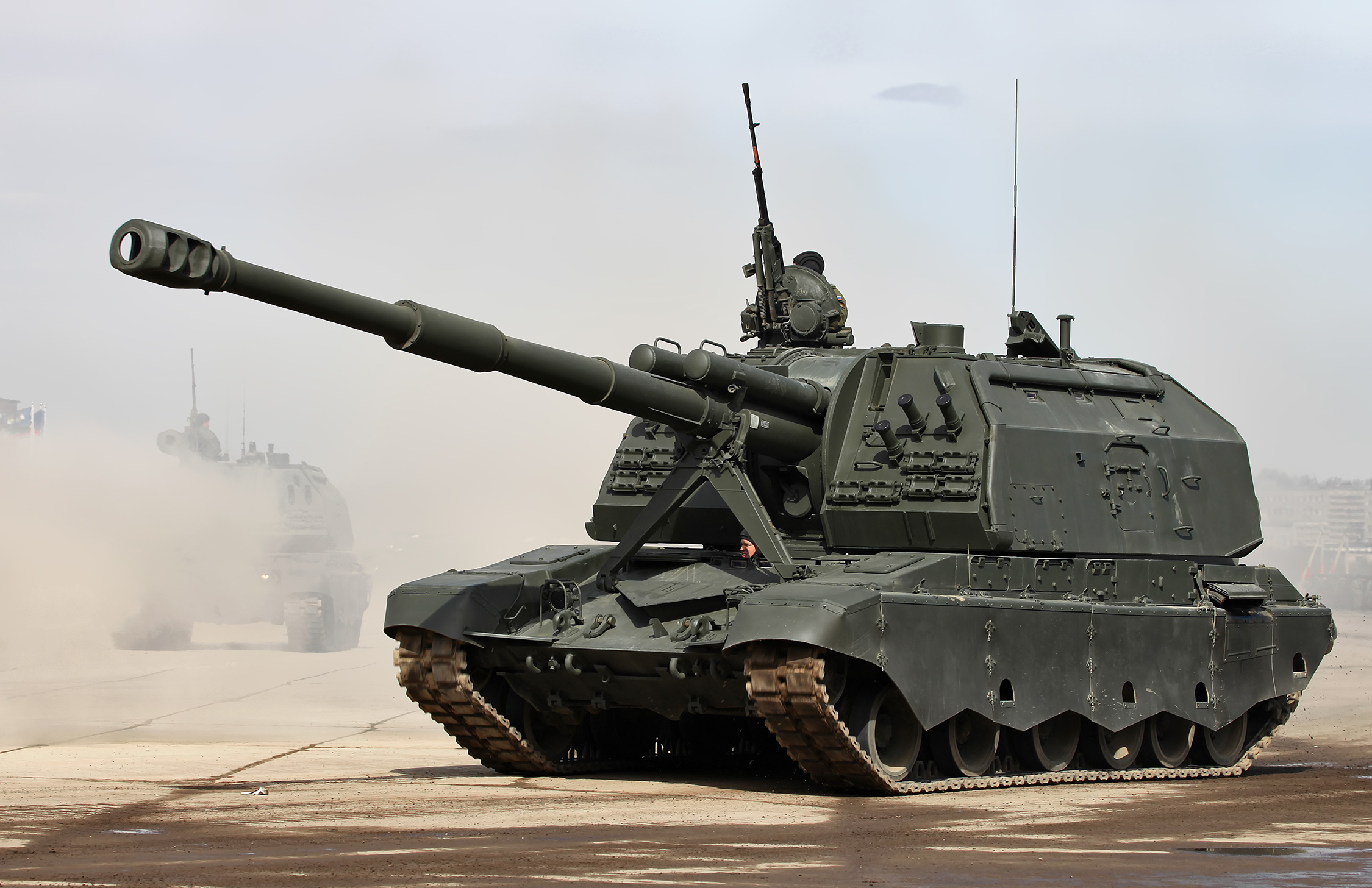
Samobieżna armatohaubica 2S19 Msta-S
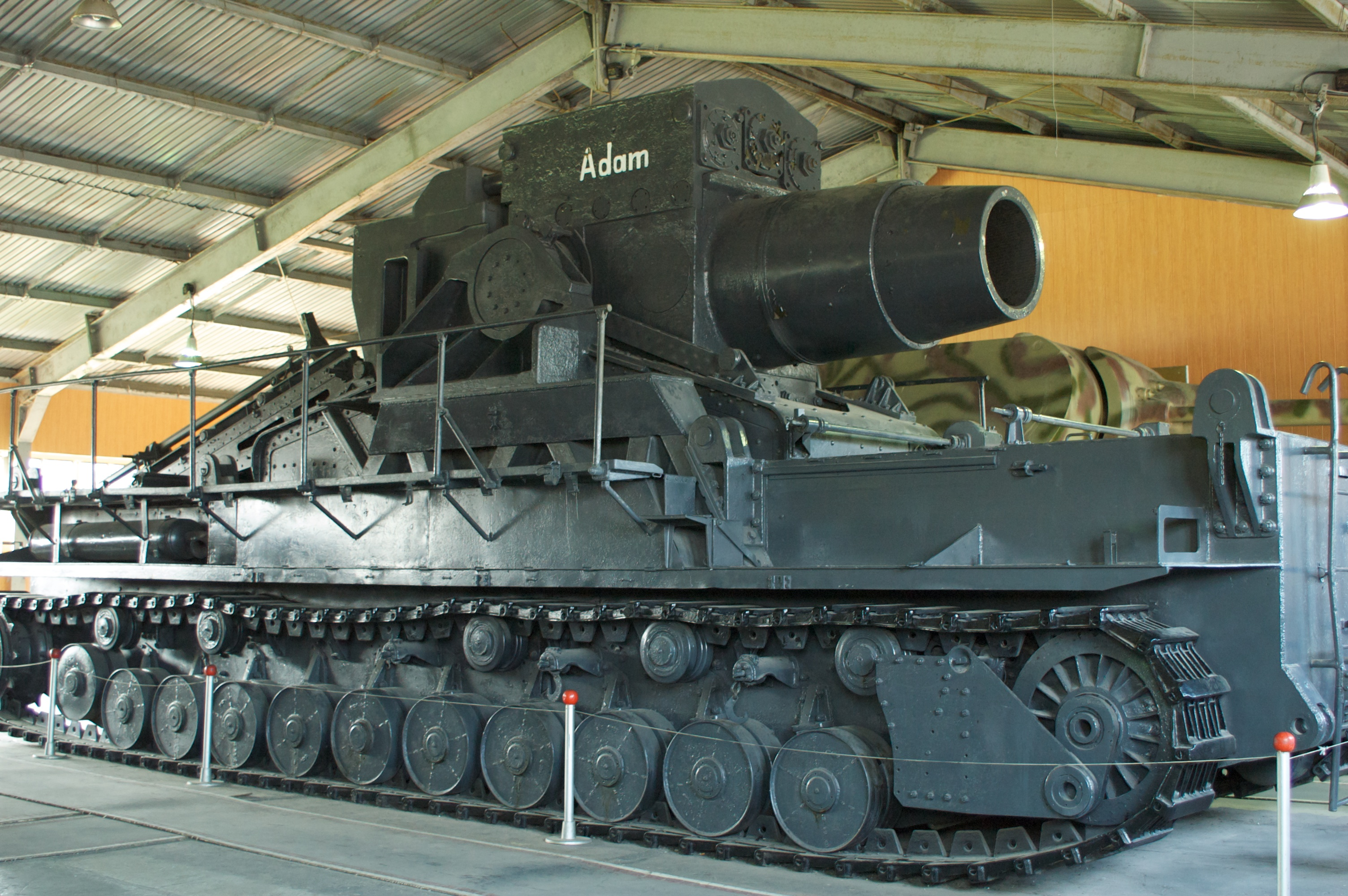
Samobieżny moździerz oblężniczy Karl Gerät 040
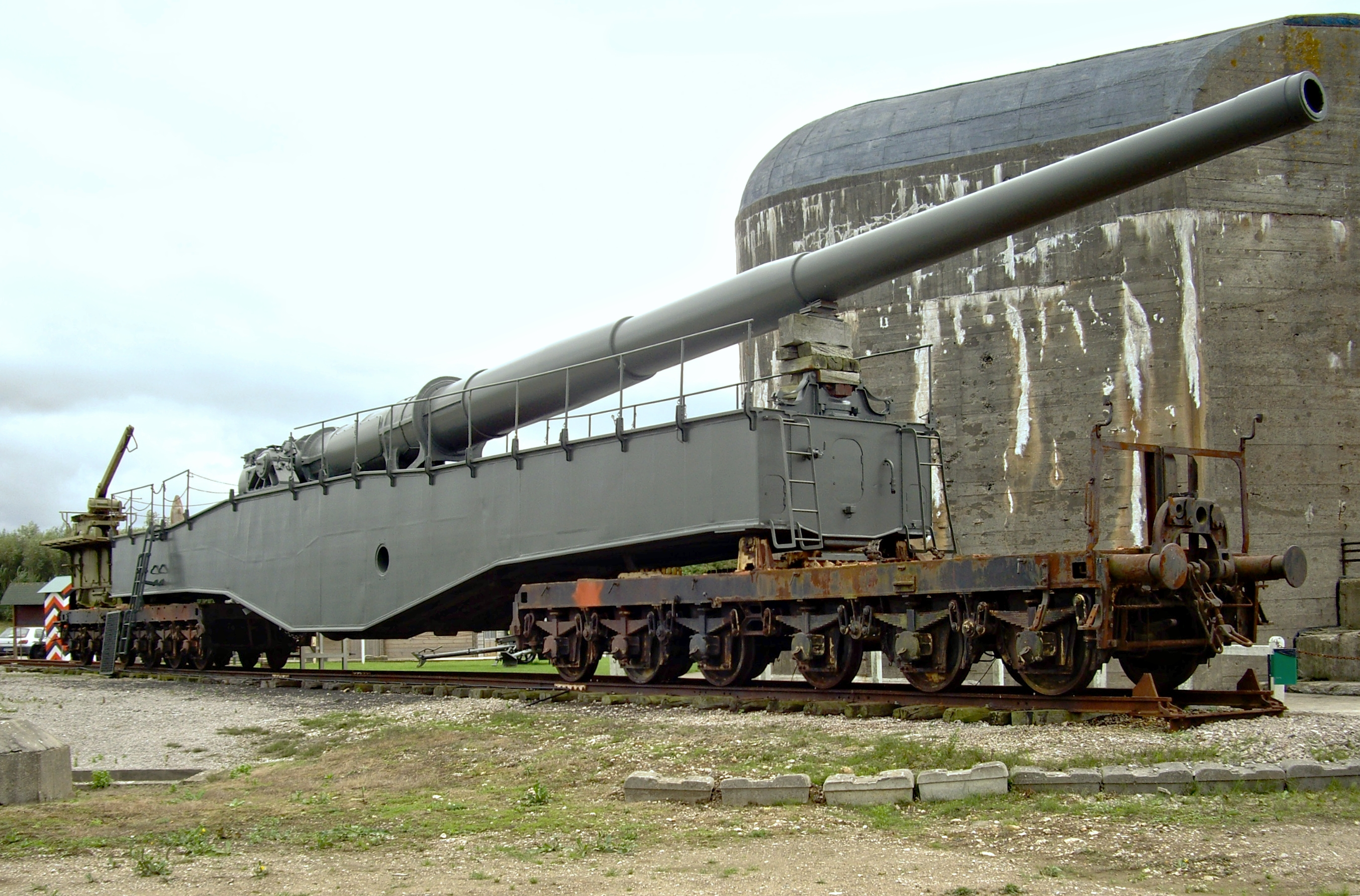
Działo kolejowe K5
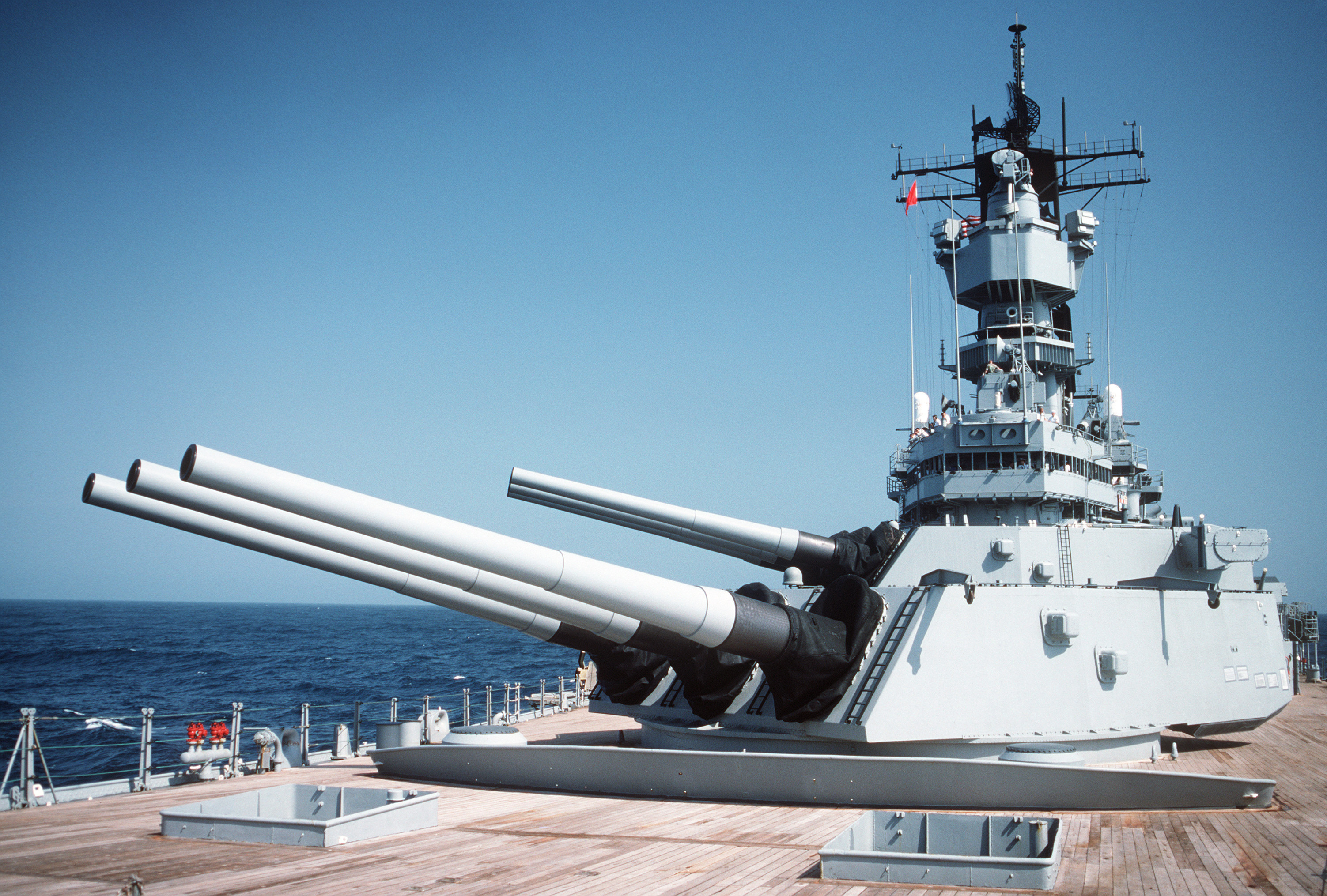
Działa okrętowe Mark 7 na pancerniku USS "Iowa" (BB-61)